# Dicranota nuptialis
Dicranota (Rhaphidolabis) nuptialis là một loài ruồi trong họ Pediciidae. Chúng phân bố ở vùng sinh thái Nearctic.